# Tillandsia sangii
Tillandsia sangii är en gräsväxtart som beskrevs av Renate Ehlers. Tillandsia sangii ingår i släktet Tillandsia och familjen Bromeliaceae. Inga underarter finns listade i Catalogue of Life.